# John Wolf Brennan

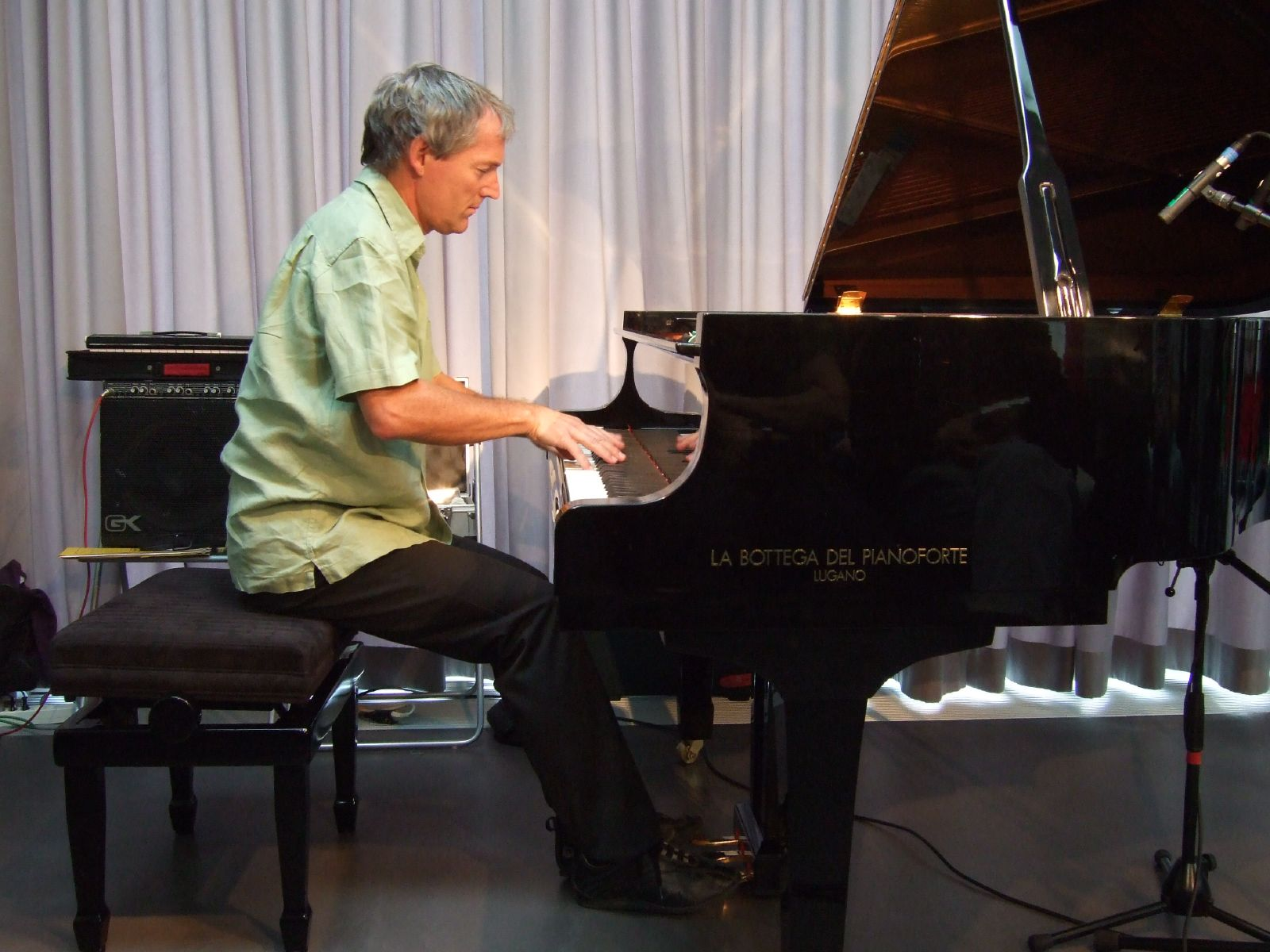
John Wolf Brennan (2007)

John Wolf Brennan (* 13. Februar 1954 in Dublin) ist ein irisch-schweizerischer Klassik-, Jazz- und Improvisationsmusiker (überwiegend Klavier), Komponist, Dirigent und Kolumnist. Brennan wurde in den 1980er Jahren durch die Zusammenarbeit mit dem Saxophonisten Urs Leimgruber bekannt. Er veröffentlichte mehr als 80 Tonträger und wurde für 12 CDs in Folge mit 12 „Swiss Grammys“ ausgezeichnet. Er ist Mitglied der Komponistengruppe Groupe Lacroix und komponierte über 280 Stücke. Seine bekanntesten Gruppen sind Pago Libre, Pilgrims, Triangulation, Sooon und FriendShip.

## Leben

### Herkunft und Musikstudium
John Wolf Brennan entstammt einer schweizerisch-irischen Musikerfamilie mit deutschen Wurzeln. Brennan wurde 1954 als Sohn des Schweizer Hoteliers und Amateurpianisten Hans-Peter Wolf (1923–1986) und der Irin Una Wolf-Brennan, einer klassischen Sängerin, in Dublin geboren. Der Onkel Karl Ulrich Wolf (1921–1957), Pianist und Komponist, war seinerzeit designierter Direktor der Königlichen Musikhochschule Stockholm. Außerdem ist John Wolf Brennan weitläufig mit den irischen New-Age-Sängerinnen Enya und Moya Brennan verwandt. Seine Eltern zogen mit ihm 1961 in die Zentralschweiz. Ab dem elften Lebensjahr bekam er Klavierunterricht in Luzern. Musikalisch geprägt wurde er in seiner Jugend durch die Musik von den Beatles, Cream, Miles Davis, Pink Floyd und Jimi Hendrix. Entsprechend begann er 1970 als Bassgitarrist der Blues-Rockgruppe Crossbreed. Im Jahr 1974 legte er die Matura Typ E (Wirtschaftsgymnasium) an der Kantonsschule Luzern ab. 1974 trat er als Keyboarder Flame Dream bei, einer Artrock/Jazzrock-Band in der sein Bruder Peter Wolf Frontmann war.
Brennan studierte von 1975 bis 1979 Germanistik bei Peter Horst Neumann, Musikwissenschaft bei Luigi Ferdinando Tagliavini und Filmwissenschaft bei Stephan Portmann an der Universität Freiburg sowie Klavier und Musiktheorie bei Axel Jungbluth an der Swiss Jazz School in Bern. Anschließend studierte er von 1979 bis 1984 Klavier (Diplom 1985) bei Eva Serman und Musiktheorie bei Peter Benary am Luzerner Konservatorium. Ergänzend besuchte er 1977, 1978 und 1980 Sommerkurse in Komposition bei James Wilson und in Chorleitung an der Royal Irish Academy of Music in Dublin. 1983 wohnte er Improvisations- und Jazz-Workshops von Karl Berger, Carla Bley, David Cherry, Marilyn Crispell, Steve Gorn, Paolo Moura, Babatunde Olatunji und Naná Vasconcelos am Creative Music Studio in Woodstock, New York/USA bei. Von 1985 bis 1987 studierte er Schulmusik (Diplom 1987) an der Akademie für Schul- und Kirchenmusik in Luzern. Darüber hinaus nahm Brennan an Kompositions-Meisterkursen bei Ennio Morricone (1992), Edison Denissow (1993), Klaus Huber (1994), Heinz Holliger (1998) und Hanspeter Kyburz teil.

### Jazz- und Improvisationsmusiker
Nach den Besuchen der McGregor und McLaughlin-Konzerte in Willisau und Montreux in den 1970er Jahren besann er sich auf seine klassische Klavierausbildung zurück und verließ die Band Flame Dream wieder. Er gründete während seines Studiums 1977 mit dem Jazztrompeter Peter Schärli die Free-Jazz-Gruppe Freemprovisations (zunächst mit Gästen; ab 1979 als Quintett). 1979 veröffentlichten sie ihre erste LP: Opening Seed. Von 1980 bis 1984 war er Mitglied der Afro-Jazz-Band Mohrenkopf. Darüber hinaus gehörte er von 1980 bis 1982 neben Prem Ushma (Violine) und Barni Palm (Tabla) dem Trio Triumbajo an. Internationale Aufmerksamkeit erlangte er von 1982 bis 1989 als Duopartner von Urs Leimgruber (Saxophon), mit dem er mehrere Alben einspielte. Das Duo wurde später um die Jazz-Sängerin Norma Winstone erweitert.
Für die Produktion seines ersten Piano-Soloalbums The Beauty of Fractals zog er 1988 für ein halbes Jahr nach Greenwich Village in New York. Ende der 1980er Jahre begann Brennan seine Solokarriere. Konzertreisen führten ihn durch Europa, Russland, Japan, China, Kanada und USA. Einen weiteren Schwerpunkt bildet seit 1989 seine Arbeit mit dem Crossover-Quartett Pago Libre, zu der Arkady Shilkloper (vormals Lars Lindvall), Florian Mayer (vormals Tscho Theissing, Steve Goodman) und Tom Götze (vormals Achim Tang, Georg Breinschmid und Daniele Patumi) gehören. Während eines 3-tägigen Festivals in Wetzikon 1990 traf er auf John Cage, der ihn bei der Interpretation einiger Klavierwerke beriet. Als Stipendiat der Binz-39 Stiftung hielt er sich 1993 im Tyrone Guthrie Centre in Annaghmakerrig, Irland auf. Mit einem Stipendium der Zuger Kulturstiftung Landis & Gyr lebte er 1997 für sechs Monate im Londoner East End. Er stellte in dieser Zeit seine Solo-Platten Text, Context, Co-text & Co-co-text (1993/94) und The Well-Prepared Clavier (1997) fertig. Außerdem spielte er mit Julie Tippetts, Evan Parker, Paul Rutherford und Chris Cutler das Album HeXteT (1998) ein und knüpfte Kontakte mit den britischen Musikern Eddie Prévost, Elton Dean und Simon Picard. Weiterhin spielte er als Pianist mit Christy Doran, Patrice Héral, Esther Flückiger, Magda Vogel, Robert Dick, Gene Coleman, Hans Kennel, Margrit Rieben und Christian Wolfarth. Außerdem leitete Brennan mehrere Jazz- und Improvisationsensembles bei Musikfestivals in Willisau, Montreux und Luzern u. a. die esa, das Ensemble Extemporaneo, das Creative Works Orchestra, die Tribschen SinFONietta, die OrganIC VolCes und das klangschiff.

### Komponist und Musikpädagoge
Neben zahlreichen Kompositionen für Kammermusikensembles und Ausflügen in die Klanginstallation schreibt Brennan überwiegend Theater- und Vokalmusik. Zu seinem über 220 Werke umfassenden Œuvre, das mehrheitlich im Pan-Verlag in Kassel erschien, gehören auch die Opern Güdelmäntig (2003–2004) nach Thomas Hürlimann und Night.Shift (2007) nach The Age of Anxiety von W. H. Auden. Letztere wurde durch den Regisseur Jakob Peters-Messer am Theater St. Gallen inszeniert. In jüngster Zeit schrieb er auch Hörspielmusiken, wie für das ausgezeichnete Hörbuch platzDADA! (2008). Wichtige Bezüge nimmt er in seinen Werken zu keltischen Themen, so veröffentlichte er mit Nadja Räss das Jodelbuch Jodel Vol.1 (2008) und ab 2010 die Reihe Wurzelklänge. Brennan ist Mitglied der schweizerisch-österreichischen Komponistengruppe Groupe Lacroix, die er 1993 mit Jean-Luc Darbellay, Christian Henking und Michael Schneider gründete. Später traten der Gruppe Marianne Schroeder, Michael Radanovics und Alfons Karl Zwicker bei. Mit dieser realisierte er diverse Musikprojekte, darunter zu Bildern von Paul Klee. Brennans klassische Kompositionen wurden u. a. durch James Galway (A Golly Gal’s Way to Galway Bay), Ori Meiraz (Alef Bet – an Ori-ental Peace Piece) und Evelyn Glennie (Dundrum) sowie das Moscow Contemporary Music Ensemble (Epithalamium und Frictions) und das Ensemble Sortisatio (N-gl) uraufgeführt.
John Wolf Brennan war viele Jahre als Klavierlehrer an der Musikschule Küssnacht und als Professor für Klavier am Gymnasium Immensee tätig. Daneben unterrichtete er an der Hochschule Luzern und war als Stiftungsrat der Zurich James Joyce Foundation tätig. Vorträge und Workshops hielt er u. a. bei den Cortona-Wochen der ETH Zürich. Er lebt mit seiner Frau Regula Hasler in Weggis am Vierwaldstättersee.

## Musikstil

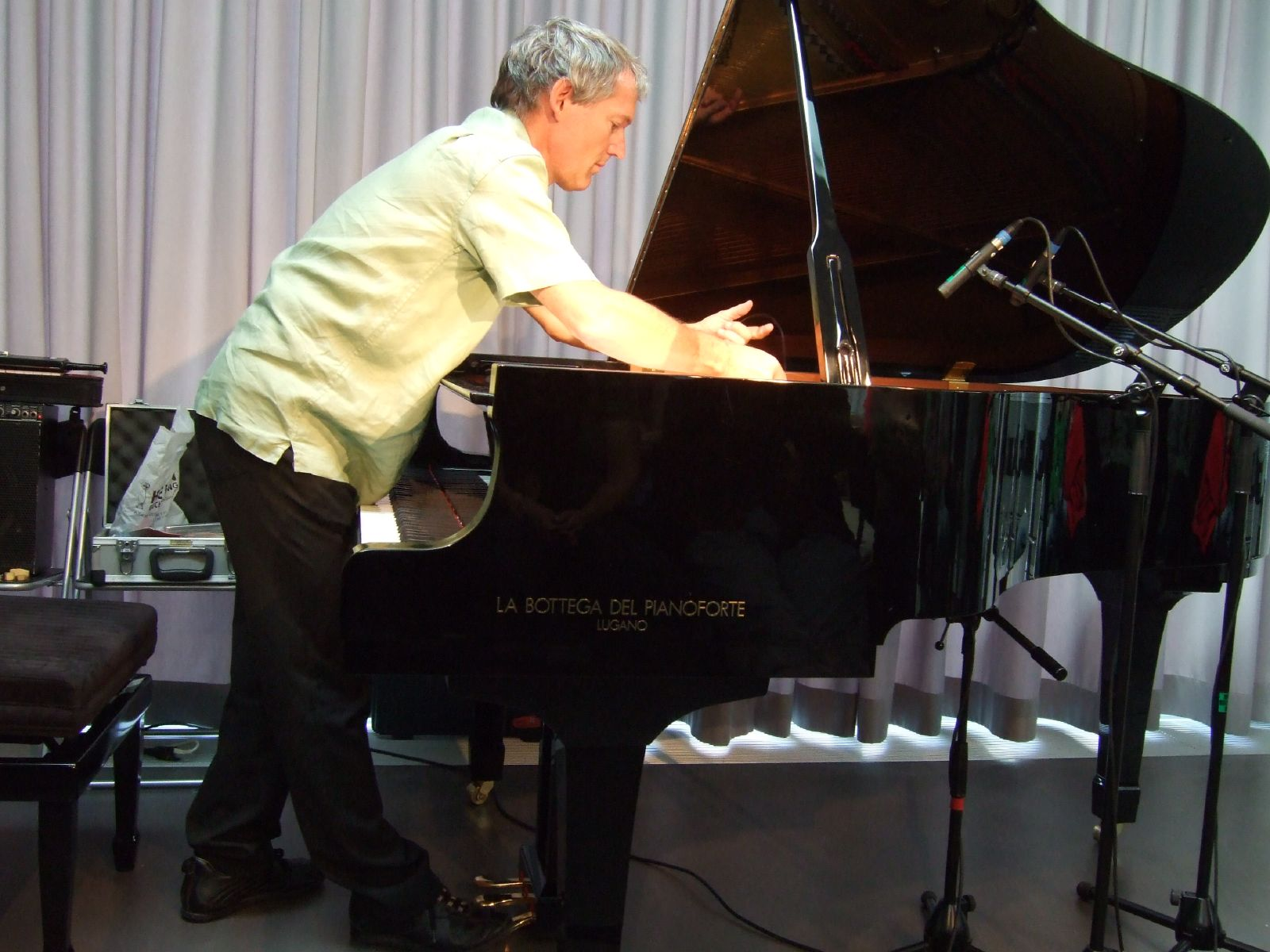
Brennan am präparierten Klavier (2007)

John Wolf Brennan gehört zu den Protagonisten der Neuen Improvisationsmusik, eines Grenzbereichs zwischen Klassik, Jazz und zeitgenössischer Musik. In einem Interview bezeichnete er die Musik des bekannten Jazztrompeters Wynton Marsalis als reaktionär. Brennan grenzt sich ebenso bewusst vom Free Jazz und der sogenannten Avantgarde der Darmstädter Ferienkurse ab. Er verfolgt beim Jazz ein Klavierspiel, das sich bei aller Atonalität an der Musik der Romantik und der impressionistischen Tradition orientiert. Seine Interpretationen erinnern am ehesten an den Bandleader John Zorn und die Jazz-Pianistin Irène Schweizer. Der Südwestfunk-Jazzredakteur Joachim-Ernst Berendt kommentierte: „Unter Brennans Händen tranzendieren die Klänge zur Zeitlosigkeit.“ Nach dem Musikjournalisten Martin Kunzler hat Brennan „einen eigenständigen europäischen Beitrag zur improvisierten rhythmischen „Weltmusik“ geschaffen, die unter dem Begriff Jazz subsumierbar ist“. Seine Musik greift Collage-Techniken auf, dessen „reflextionsreiche Message“ von „einer großen Offenheit von Materialien und Ideen“ lebt. Er ist „auf Polarisierung aus“. Brennan nannte seinen Musikstil „Komprovisation“. Er definierte ihn als: „[…] das Erschaffen von (komponierter) Musik aus dem spontanen Geist der improvisierten Musik, bzw. der umgekehrte Prozess, das Improvisieren mit dem ganzen vielfältig vernetzten Strukturbewusstsein einer Komposition.“ Wie auch die Pianisten Keith Tippett und Benoît Delbecq wurde Brennan zu einem der Vorreiter der von John Cage eingeführten Technik Präpariertes Klavier. Er zweckentfremdete Gegenstände wie Geigenbogenhaare und Fischerleinen zur Erzeugung dynamischer Obertöne und bezeichnete es als „Arcopiano“. Brennan komponiert polystilistisch und bedient sich in seinen seriellen und dodekaphonischen Werken auch der Folklore, des Jazz und der Popmusik. In seinen literarisch (Joyce, Beckett, Kafka) und bildnerisch (Klee, Kandinsky, Picasso, Miró) beeinflussten Werken trifft der Hörer auf Romantische Ironie, die eine Nähe zur Klassischen Moderne herstellt. Vorbilder sind für ihn u. a. die Komponisten Alfred Schnittke, John Cage und György Kurtág.

## Auszeichnungen
John Wolf Brennan erhielt für sein Schaffen mehrere Stipendien, Preise und Ehrungen. Im Jahr 1989 wurde ihm das Werkjahr der Marianne und Curt Dienemann-Stiftung, Luzern zugeschrieben. Es folgte 1991 für das Stück Bestiarium ein Förderpreis der Sarna Jubiläums-Stiftung, Luzern. Im Jahr 1993 wurde er für Drei ver-flix-te Stücke mit dem Preis der National Flute Association, USA ausgezeichnet. Brennan erhielt 1994 „in Anerkennung seines ebenso ungewöhnlichen wie fruchtbaren Schaffens als Komponist und Pianist“ den Kulturpreis der Schweizerischen Bankgesellschaft, Zürich. Seine CD Ten Zentences wurde 1994 in der Jazz-Umfrage der Musikzeitschrift Musica Jazz als Bestes Album des Jahres gewählt. 1995 gab die Internationale Gesellschaft für Neue Musik ein Komponistenportrait für Brennan und 1997 wurde er für das Werk Nearly Charming in die Hindemith-Stiftung in Blonay eingeladen. Der Musikkritiker Jörg Meilicke der Zeitschrift Jazzthetik beschrieb die CD Pago Libre als Platte des Jahres. 2000 wurde Brennan für das Opern-Projekt Night.Shift ein Förderbeitrag der Markant-Stiftung Schwyz zugeschrieben. Für sein „innovatives Schaffen als Komponist“ erhielt er 2002 den mit 10.000 Franken dotierten Prix de la Fondation SUISA. Außerdem erhielt er 2008 für sein bisheriges Lebenswerk den Anerkennungspreis Musik der UBS Kulturstiftung, Zürich. Das Hörbuch platzDADA! wurde im Februar 2009 auf die Bestenliste des Preises der deutschen Schallplattenkritik aufgenommen. Brennan ist mit 12 Sélections (Swiss Grammys) des Schweizer Radio International für zwölf CDs in Folge (1997–2002) Rekordhalter in der Schweiz. Darüber hinaus erhielt er 2010 Förderbeiträge der Fondation SUISA, des Kantons Schwyz, des Kantons Luzern und der Gemeinde Weggis (für die Reihe Wurzelklänge/Sonic Roots) des Kantons Schwyz, des Kantons Luzern und der Gemeinde Weggis (für Reihe Wurzelklänge/Sonic Roots) und 2012 der Markant-Stiftung Schwyz (für das Vokalmusik-Projekt Singende Städte). 2018 Anerkennungspreis der UBS Kulturstiftung für „Traumpfade“ (UA 18. August 2018 Tonhalle-Orchester Zürich, Leitung: Kevin Griffiths, Solisten: Arkady Shilkloper & Christian Zehnder) 2020 Förderpreis der MARKANT Stiftung für Mountain Songlines; Auszeichnung „Weggiser Rose“ der Gemeinde Weggis.

## Werke (Auswahl)

### Bühnenwerke

#### Oper
- Night.Shift, op. 170 (2001). Figures in a Soundscape für Solisten, Chor, Orchester, Jazz-Quartett. Text: Rudolph Straub nach The Age of Anxiety von W.H.Auden. UA St. Gallen 2007
- Güdelmäntig, op. 184 (2003–2004). Sprechoper für einen Schauspieler, Chor und Orchester. Text: Thomas Hürlimann. UA Aarau 2004

#### Theatermusik
Er komponierte über 50 Theatermusiken.
- FLUCTUS, op. 273 (2019). Ein aus der Zeit gefallenes Musiktheater mit bewegten Bildern. Text: Ueli Blum. Video: Susanne Hofer. UA Chäslager Stans 2019 im Rahmen des Kulturprojekts «Die andere Zeit» der Albert Koechlin Stiftung.
- Baltz Mengis – ein Requiem, op. 290 (2020/21). Ein theatraler KlangGang durch die Eingeweide des 17.Jahrhunderts. Regie: Buschi Luginbühl. Text: Ueli Blum. Video: Susanne Hofer. UA Peterskapelle Luzern 22.4.2022 im Rahmen des Kulturprojekts «Innereien» der Albert Koechlin Stiftung.
- Tikkun Olam – Choral, op. 302 (2025) für Chor SATB und Bariton-Solo. Text: Rudolph Straub. Regie: Friedericke Karpf/Federico Pfaffen. UA Wasserkirche Zürich, September/Oktober 2025.

### Kammermusik
- Xednindex, op. 71p (1991) für Klavier solo, MIDI-Klavier
- Tangoneòn, op. 85 (1991) f¨ür 11 Musiker
- Drei ver-flix-te Flötenstücke, op. 11, 45, 49 (1980–1992)
- Twelfth Night, op. 77 (1992) für Saxophonquartett. Sechs Lieder, ein Präludium und fünf Intermezzi
- Pat me too, op. 99d (1992) für Gitarre, Kontrabass, Klavier und Schlagzeug
- Frictions, op. 104 (1993) für Flöte, Bassklarinette, Vibraphon und Streichtrio
- Atanos, op. 103 (1993). Trio für Alt-Saxophon, Klavier und Kontrabass
- Diálogos, op. 106 (1994) für 2 Celli
- Epithalamium, op. 111 (1994). Nonett für Flöte (B-Fl), Oboe (Engl-Hn), Klarinette (B-Klar), Violine, Viola, Violoncello, Kontrabass, Klavier und Perkussion. Nach James Joyces Gedicht Nr. XIII aus Chamber Music (1907)
- A Golly Gal’s Way to Galway Bay, op. 120 (1995) für Flötenensemble (55 Flöten oder etwas weniger…)
- Equilibrio precario (Galliate), op. 114b (1995) für Violine, Horn, Klavier und Kontrabass
- Alef Bet, op. 127b (1996) für Oboe, Fagott und Klavier (Alternativbesetzung: Klaviertrio)
- Rhap.s.odie, op. 122 (1996) für Violine und Klavier
- Nearly Charming, op. 134 (1997). Oktett für Klarinette, Fagott, Horn, Streichquartett und Kontrabass
- for ED(i)S on ly, op. 142 (1997) für Oboe, Alt-Saxophon, Vibraphon, Violine und Violoncello
- Das Wohlpräparierte Klavier, op. 136 (1997). 24 Sätze für Klavier, präpariertes Klavier und Tonband
- Enticing, op. 148a (1998) für Horn, Violine, Kontrabass und Klavier
- Heptao, op. 151b (1998) für Trompete und Orgel
- Heptao, op. 148c (1998) für Horn, Violine, Kontrabass und Klavier
- Kissing Joy (as it flies), op. 151a (1998) für Trompete und Orgel
- Kissing Joy (as it flies), op. 148d (1998) für Horn, Violine, Kontrabass und Klavier
- Glockenspiel, op. 150 (1998). 24 Stücke für 27 Glocken
- Locrian Locution, op. 151c (1998) für Trompete und Orgel
- Zigfing, op. 149 (1998) für 2 Klaviere (8 Hände)
- Dance f Kara Ben Nemsi, op. 148b (1998) für Horn, Violine, Kontrabass und Klavier
- T.N.T. / Twelfth Night Tango, op. 155 g (1990–1999) für Trompete, Tuba und Orgel
- Schoop Loop, op. 155f (1995–1999). Für Paul Klee für Trompete und Orgel
- Gravity, op. 155e (1996–1999) für Trompete, Tuba und Orgel
- KLA4, op. 161 (1999) für 2 Klaviere
- N-gl, op. 157 (1999) für Englischhorn, Fagott und Bratsche. Nach Paul Klee’s Angelus Novus
- Géo métrique ment, op. 166 (2000) für Piccolo-Oboe, Oboe, Englischhorn und Fagott
- Church Bell(e)s & Singing Birds, op. 173 (2001) für Klavier und Tonband
- Hunting Santa Claus (remixed), op. 173, 1 (2001) für präpariertes Klavier und Tonband
- Agricultural (Dezi-) Bells: Pumpkinet(h)ics, op. 173, 3 (2001) für präpariertes Klavier und Tonband
- Flügel, op. 177 (1998–2002) für Klavier solo (inkl. präp. Klav, Melodica, Concertina) und Tonband
- Let it find you, op. 181/5 (2002) für Melodica, Violoncello und Schlagzeug
- Full Moon, op. 183, 9 (2002). Klee-Pentagon Nr. 3 für Klavier und präpariertes Klavier (Arcopiano)
- Western Front, op. 181/6 (2002) für Klavier, Violoncello und Schlagzeug
- Lagoon, op. 183, 10 (2002). Klee-Pentagon Nr. 4 für Klavier und präpariertes Klavier (Pizzicato-Piano)
- Pipe ou pas?, op. 183, 2 (2002). Picasso-Triptychon Nr. 2 für Klavier und präpariertes Klavier
- ABC, op. 183, 8 (2002). Klee-Pentagon Nr. 2 für Klavier und präpariertes Klavier (Glissando-Piano)
- Amour fou, op. 183, 3 (2002). Picasso-Triptychon Nr. 3 für Klavier und präpariertes Klavier
- Aubade (2002). Picasso-Triptychon Nr. 1 für Klavier und präpariertes Klavier
- Let it find you, op. 185/2 (2002–2003). Sextett-Version für Horn, Melodica/Klavier, Schlagzeug, Violine, Violoncello und Kontrabass
- Western Front, op. 185/3 (2002–2003). Sextett-Version für Horn, Klavier, Schlagzeug, Violine, Violoncello und Kontrabass
- RMX, op. 186/1 (2003) für Violine, Horn, Klavier und Kontrabass
- Chechov-Variationen, op. 194 (2004) für Horn/Flügelhorn, Klavier und Melodica
- In a Gaelic Mood, op. 191a (2004–2006) für Violine, Horn, Klavier und Kontrabass
- Triple Stipple, op. 198 (2006) für Gitarrentrio
- Zum Gipfel und zurück, op. 199a (2006) für 4 Alphörner
- Song and Variations, op. 199b (2006) für Alphorn, Flügelhorn und drei Hörner
- SILK/ST/RINGS, op. 207 (2007) für Pipa und Gitarrentrio
- Immram, op. 212 (2009) für Gitarrenensemble
- State of Flux, op. 211 (2009) für Violine, Violoncello und Klavier
- Wolkenpumpentango, op. 214 (2009) für Violine, Violoncello und Klavier
- Inner & Outer Spaces, op. 220 (2009–2010) für Klavier, präpariertes Klavier, Melodica, Flöte, Elektronik und Tonbänder
- Hornborn Hymn, op. 221 (2010). Version für Horn, Pauke und Streichorchester
- Ever for never, op. 222 (2010). Version für Horn, Xylophon, Marimba und Streichorchester
- Wurzelklänge/Sonic Roots, op. 224 (2010/11). 11 Stücke für Violine und Klavier
- Wurzelklänge/Sonic Roots, op. 225 (2010/11). 11 Stücke für Violine (solo, Duo, Gitarre od. Klavier)
- Perpetuum, op. 230a (2011) für Piano Duo
- TLS – a tarkus love story, op. 230b (2011) für Piano Duo
- Wurzelklänge/Sonic Roots, op. 235 (2012). 13 Stücke für 1–2 Klarinetten und Klavier
- Oscillating Orbits op. 240 (2013) für Violine und Perkussions-Ensemble (Auftragskomposition des PAEB Percussion Art Ensemble Bern)
- Musik Klostermuseum Muri op. 245 (2014) für Orgel, Glocken, Triangel und Melodica
- Wurzelklänge/Sonic Roots, op. 236 (2014). 14 Stücke für 1–2 Altsaxophone und Klavier
- Angelus Arbonus, op. 252 (2015) für Posaune und Harfe
- Lai Nair, op. 253 (2016) für Alphorn und Kontrabass. UA Alpentöne Festival 19. August 2017 Solisten: Arkady Shilkloper (Alphorn) und Tom Götze (Kontrabass)
- Zusenn's SWOT-Analyse (2018) für Klarinette, Trompete, Flügelhorn, Posaune und Kontrabass. Bauernmusik Altdorf (Leitung: Peter Gisler)
- As she breathes – Variations on a theme by Lindsay Cooper (2018), für 3 Fagotte und Kontrafagott. UA 19. März 2018 „in between four bassoons“, Porgy & Bess Wien
- A Lady Lab (2018), für 3 Fagotte und Kontrafagott. UA 19. März 2018 „in between four bassoons“, Tribute to Lindsay Cooper, Porgy & Bess Wien

### Orchesterwerke
- Traumpfade op. 250 (2015) für Obertonstimme und Orchester, Solist: Christian Zehnder, NOB Neues Orchester Basel, Dirigent: Christian Knüsel, UA 12. Mai 2016 Martinskirche Basel
- Boswil Rag op. 258 (2016) für Orchester, Dirigentin: Anne-Cécile Gross, Jugendsinfonieorchester Aargau. UA: 20. Februar 2017, Alte Kirche Boswil
- Dädaleum op. 260 (2016) für Sopran und Orchester, Solistin: Anna Herbst, UA: 10. Juni 2016 Tonhalle Zürich, Dirigent: Paul Taylor
- got hard – FunPhare for the common sense op. 268 (2017) für Blasorchester. Solist: Patrice Héral UA: 19. August 2017 theater(uri) Altdorf, Dirigent: Michel Truniger (Festival Alpentöne 2017)
- Traumpfade – the Tü-Da-Do Songlines op. 270 (2018) für (Oberton-)Stimme, Alphorn und Orchester, Solisten: Christian Zehnder, Arkady Shilkloper. Tonhalle-Orchester Zürich, Dirigent: Kevin Griffiths, UA 18. August 2018 Tonhalle Maag Zürich (Festival Stubete am See)

### Chor- und Vokalmusik
- Bestiarium, op. 51 (1983–1990). 13 Klavierlieder für hohe Stimme und Klavier. Text: Otto Höschle, Christian Morgenstern
- SprüchGägeSprüch, op. 72 (1991) für 2 gemischte Chöre, Streichquartett und Perkussion. Text: Heinrich Ineichen. Eine dialektische Kantate
- Morgenstern hat Gold im Mund, op. 109 (1987–1994) für gemischten Chor a cappella. Text: Christian Morgenstern. Eine chorische Annäherung an die Galgenlieder Christian Morgensterns (1871–1914)
- Go slow, op. 138, 6 (1997) für Sopran, Posaune, Bassklarinette, Sopransax, Klavier und Perkussion. Text: Julie Tippetts
- Through the Ear of a Raindrop, op. 138 (1997). Song-Zyklus für Sopran, Bassklarinette, Sax, Posaune, Klavier und Perkussion. Text: Paula Meehan, Edgar Allan Poe, Seamus Heaney, Julie Tippetts, Theo Dorgan, William Shakespeare
- Fraeschbers Traum, op. 135 (1997) für Sopran, Streichtrio und Bassklarinette. Text: Arno Schmidt, Oskar Pastior, Eveline Hasler, Peter Rühmkorf
- Der letzte Ketzer, op. 153 (1999). „Sulzigjoggeli“ für gemischten Chor. Text: Paul Steinmann
- Arpiade („Kunigundulakonfigurationen“), op. 158 (1999) für Mezzosopran und Klavier. Text: Hans Arp
- Sculpted Sound, op. 168 (2000) für Gesang, Perkussion und Klavier. Text: Eugen Gomringer, John Wolf Brennan, Eveline Hasler, André Thomkins, Ernst Jandl, Gerhard Rühm
- Le souffle au coeur, op. 176/9 (2002) für Gesang, Trompete, Tuba und Klavier. Text: John Wolf Brennan
- Klick, klick, ihr Sätzlinge, op. 190 (2003) für Rezitation, Klavier, präpariertes Klavier, Keyboards, Percussion und Melodica. Text: Eveline Hasler
- Im Fluss (State of Flux), op. 189 (2003) für Stimme, Klarinette/Bassklarinette, E-Bass, Klavier und Schlagzeug ad libitum. Text: John Wolf Brennan
- Equilibrio precario, op. 192 (2003–2004) für Sopran und Tonband (CD). Text: John Wolf Brennan
- Schnickschnack, op. 197 l (2005) für Stimme, Horn, Klavier, Violine, Kontrabass und Schlagzeug. Text: Daniil Charms
- Höhefüür, op. 209 (2008) für Jodelstimme, Alphorn, Flügelhorn und Klavier. Text: John Wolf Brennan
- Tü-Da-Do, op. 215 (2009). 7 × 7 Variationen über den Postautodreiklang, für Alphorn, Stimme und Klavier
- Singende Städte (2012/13). Liederzyklus. Text: Leonor Gnos
- Stand Up and Sing! (2014/2015) – neun Chorlieder-Arrangements für Frauenchor, Klavier und Perkussion (Auftragsarbeit des Vogelfreien Frauenchors Zürich/Magda Vogel)
- Weggiser Hymne (2014). Text: Markus Wolfisberg, Josef Doppmann. BelCanto Chor Weggis, Dirigent: Peter Werlen
- Winds of May für Sopran und Klavier (op. 251, 2015). Text: James Joyce, aus: Chamber Music IX.
- Singfonie (2015) für Sing- und Vogelstimmen. Musik zur Neueröffnung der Vogelwarte Sempach (European Museum of the Year Award 2017)
- Wäggiser Lied (2016). Text: Markus Wolfisberg, Josef Doppmann. Band-Version. UA zur 900-Jahr-Feier der Gemeinde Weggis, 10. September 2016
- Songs across the Border (2016/2017) – zehn Chorlieder-Arrangements für Frauenchor und Klavier (Auftragsarbeit des Vogelfreien Frauenchors Zürich/Magda Vogel)
- Randulin Variaziuns (2016/17), nach einem Volkslied aus dem Engadin. UA 19. August 2017 theater(uri) Altdorf mit Ensemble Pago Libre. Solist: Christian Zehnder (im Rahmen des Festivals Alpentöne 2017)
- INLAND (2018/2019) – zwölf Chorlieder-Arrangements für Frauenchor und Klavier (Auftragsarbeit des Vogelfreien Frauenchors Zürich/Magda Vogel) Songs von Sina, Steff la Cheffe, Sophie Hunger, Bibi Vaplan, Sandee, Dodo Hug, Nina Dimitri, Yvette Théraulaz, Les Reines Prochaines, Gabriela Krapf, e.a.
- Missa Lúnasa – neues Chorwerk – Uraufführung 4. Juni 2023 Hofkirche Luzern. Stiftschor, Leitung Ludwig Wicki.

### Solowerke
- Treiblinge, op. 16 (1982). 13 Stücke für Klavier
- Larice e Pratolina, op. 15 (1982). Ein Märchen für Klavier
- Capriccio, op. 55 (1990). Ein Konzertstück für Klavier
- Omega, op. 71 m (1990) für Klavier solo
- Tau 2, op. 71n (1990) für Klavier solo
- Tau 3, op. 71o (1990) für Klavier solo
- Happy Birthday Variationen, op. 95 (1992) für Klavier. 9 Variationen im Stile alter und neuer Meister – von Bach über Satie bis Pärt
- Sonata Pentatonica, op. 94 (1992–1993) für Klavier
- Pandämonium, op. 107 (1994) für Orgel solo
- Asikudaphari, op. 121 (1995). Monodie für Violine allein
- Olos, op. 123 (1996) für Klarinette solo
- Leave it in Limbo, op. 90 (1996) für Horn solo
- 5 Interludien, op. 141 (1997). Zu Rachmaninows Chrysostomos-Messe für Orgel solo
- Kyoto, op. 140 (1997) für Klavier solo
- Silly Blooze, op. 162 (1999). A Solo Piano Blues
- Klastr, op. 156d (1999) für Orgel
- Metaterz, op. 156a (1999) für Orgel solo
- Subkutan, op. 156b (1999) für Orgel solo
- Another Different Train, op. 156c (1999) für Orgel solo
- London Glockenspiel, op. 173 (2001) für Glockenspiel
- Carillon à Dondolio, op. 173, 4 (2001) für Klavier solo
- Dancer in the Sky, op. 183, 6 (2002). D’après Mirò für Klavier
- E rose garden, op. 183, 11 (2002). Klee-Pentagon Nr. 5 für Klavier
- Etude, op. 183, 4 (2002). D’après Cézanne für Klavier
- Little X, op. 183, 7 (2002). Klee-Pentagon Nr. 1 für Klavier
- Pictures in a Gallery, op. 183 (2002) für Klavier solo (präpariertes Klavier, Melodica)
- Candy ’n Sky, op. 183, 5 (2002). D’après Kandinsky für Klavier
- Discombobulated Rug Cutters, op. 171 (2001–2005) für Tuba solo
- THE SPEED OF DARK, op. 206 (2007/08) für Piano solo (mit präp. Klavier, Melodica, Harmonium, Akkordeon, Irish Whistle)
- Wurzelklänge/Sonic Roots, op. 218 (2009/2010). 24 Stücke für Klavier
- Empty Minds op. 244a für Klavier solo (2014)
- The Little Rabbit’s Waltz op. 244b für Klavier 4-händig (2014)

### Elektronische Musik/Klanginstallation
- Klanggang, op. 180 (2002–2003). Klanginstallation für 3 Tonbänder
- Vals Glocken locken, op. 233 (2012). Klanginstallation zum Thema Glocken

### Hörspiele
- Ich zerreisse dich wie einen Fisch von Franz Kafka. DRS 2001. Regie: Geri Dillier
- Mein liebstes Krokodil von Olga Knipper/Anton Tschechow. DRS 2004. Regie: Geri Dillier
- Der Sohn von Jon Fosse. DRS 2009. Regie: Geri Dillier
- Klick, klick, ihr Sätzlinge von Eveline Hasler. Christoph Merian Verlag 2009.
- Schreckmümpfeli: Nur no bis zum nögschte Rank… von Irma Greber. DRS 2010. Regie: Isabel Schaerer
- Schweizerspiegel von Meinrad Inglin, gelesen von Hanspeter Müller-Drossaart. SRF 2014. Regie: Geri Dillier
- Der Wurm im Apfel – eine poetisch-musikalische Ballade zum Leben und Wirken des Franziskus von Assisi von Stefan O Hochstrasser. Gelesen von Stefan O Hochstrasser, Jasmine Mathis, Annemarie Hochstrasser & John Wolf Brennan. Kirche St.Wendelin, Greppen, UA 30. Oktober 2016
- „Echo“. Radio-Feature von Bettina Mittelstrass. Mit Christian Zehnder & John Wolf Brennan. Basler Feature-Preis 2016. Christoph Merian Verlag 2017.

### Filmmusik
- Bulles d’Utopie. 8 Kurzfilme, Schweiz 1989–1991. Regie: Alexander J. Seiler.
- Meditative Moments. 8 Kurzfilme, Schweiz 2011. Regie: Milos Savic.
- Bus 31. Multimedia Pilot-Projekt, Schweiz 2012. Regie: Alexandra Prusa.
- Kosovo Dreams. Dokumentarfilm, Schweiz 2013. Regie: Valeria Stucki. (Premiere: Solothurner Filmtage)

## Diskografie (Auswahl)
Brennans Diskographie umfasst mehr als 80 Tonträger, die mehrheitlich bei Leo Records, Creative Works Records, For4Ears, Narrenschiff und Bellaphon Records erschienen.

## Publikationen
John Wolf Brennan verfasste zahlreiche Artikel und Kolumnen (unter dem Pseudonym „Brummbär“) für die Wochenzeitungen Luzerner Woche und Wochen-Zeitung.

### Fachartikel
- Zeitsprünge im Wilden Osten. Impressionen einer Konzerttournee durch die Ukraine und Estland. In: Jazz Podium 41 (1992) 5, S. 28–30 und 6, S. 20–22.
- Archäologie, Dialektik & Provinz. In: Musik & Theater 6/1992.
- Von Zeitsprüngen im Wilden Westen. Ein Reisebericht in fünfzehn Abbrüchen vom Ende Europas . In: Jazz Podium 44 (1995) 3, S. 17–20.
- East End Stories. 13 Szenen aus dem Londoner Tagebuch. In: Schweizer Monatshefte 80 (2000) 4, S. 41–44. / East End Stories. 12 Szenen aus dem Londoner Tagebuch. In: Jazz Podium 47 (1998) 7–8, S. 24–25
- Die Kelten. Das rätselhafte Erbe einer Kultur. In: Schweizer Monatshefte 79 (1999) 2, S. 32–35. doi:10.5169/seals-166077

### Notenbücher
- Treiblinge/Larice e Pratolina/Capriccio. 15 Stücke für Klavier. Pan-Verlag 1991
- Bestiarium. 13 Klavierlieder nach Texten von Otto Höschle und Christian Morgenstern. Pan-Verlag 1991
- Happy Birthday Variations für Klavier. 9 Variationen von Bach bis Satie, von Gershwin via Bartók bis Pärt. Pan-Verlag 1992
- Twelfth Night. 6 Saxophon-Quartette (nach Shakespeare) mit einem Präludium und 5 Intermezzi. Pan-Verlag 1993
- Drei ver-flix-te Stücke für Soloflöte. Pan-Verlag 1993
- Sonata Pentatonica für Klavier. Pan-Verlag 1994
- Morgenstern hat Gold im Mund. Eine chorische Annäherung an die Galgenlieder Christian Morgensterns für gem. Chor a cappella. Pan-Verlag 1994
- Sonic Roots/Wurzelklänge, Bd. 1. 24 Stücke für Klavier. Pan-Verlag 2010
- Sonic Roots/Wurzelklänge, Bd. 3. 11 Stücke für Violine und Klavier. Pan-Verlag 2011
- Sonic Roots/Wurzelklänge, Bd. 7. 13 Stücke für Violine und div. Instr. Pan-Verlag 2011
- Sonic Roots/Wurzelklänge, Bd. 2. 13 Stücke für Klarinette und div. Instr. Pan-Verlag 2013
- Sonic Roots/Wurzelklänge, Bd. 4. 13 Stücke für Altsaxophon und Klavier. Pan-Verlag 2014
- GruyAIR für Orchester. Pan-Verlag 2016
- Wäggiser Lied für 2 Singstimmen, Flöte, Klarinette, E-Gitarre, Piano, Bass & Drum Set. Pan-Verlag 2016
- Sonic Roots/Wurzelklänge, Bd. 5. 11 Stücke für 1–2 Flöten und Klavier. Pan-Verlag 2017
- Sonic Roots/Wurzelklänge, Bd. 6. 12 Stücke für 1–2 Blockflöten (Altblockflöte ad lib.) und Klavier. Pan-Verlag 2018
- Das Rigilied. Vo Luzärn uf Wäggis zue. Von Alfred Leonz Gassmann, mit einem Vorwort von Brigitte Bachmann-Geiser, herausgegeben von John Wolf Brennan. Pan-Verlag 2021 (pan 177)
- Rigilied. Für 2 Singstimmen, Flöte/Violine, Klarinette in B und Klavier. Pan-Verlag 2022 (pan 1034)

### Sammelbände
- Simon Adams: Brennan, John Wolf. In: Barry Kernfeld (Hrsg.): The New Grove Dictionary of Jazz. Band 1: A–fuzz. 2. Ausgabe, MacMillan, London 2002, ISBN 0-333-69189-X, S. 299–300.
- Brennan, John Wolf. In: Europa Publications (Hrsg.): International Who’s Who in Popular Music 2012. 14. Auflage, Routledge, London 2012, ISBN 978-1-85743-643-3, S. 75.
- Ian Carr: John Wolf Brennan. In: Ian Carr, Digby Fairweather, Brian Priestley: The Rough Guide to Jazz. The Essential Companion to Artists and Albums. The Rough Guides, London 1995, ISBN 1-85828-137-7, S. 97–98.
- John Wolf Brennan. In: Richard Cook, Brian Morton: The Penguin Guide to Jazz Recordings. 8. Auflage. Penguin, London 2006, ISBN 0-14-102327-9, S. 160–161, 1011.
- Brennan, John Wolf. In: Martin Kunzler: Jazz-Lexikon. Band 1: A–L. (rororo-Handbuch) Rowohlt, Reinbek 2002, ISBN 3-499-16512-0, S. 140–141.
- John Wolf Brennan. In: Internationale Musikfestwochen Luzern (Hrsg.): „Vom alphornruf zum synthesizerklang“. Schweizer Musik aus 150 Jahren Rathaus der Stadt Luzern (Kornschutte). 17. August – 11. September 1991. Walter Labhart, Endingen 1991, ISBN 3-9520167-0-5, S. 118–119.
- Brennan, John Wolf. In: Axel Schniederjürgen (Hrsg.): Kürschners Musiker-Handbuch. 5. Auflage. De Gruyter Saur, München 2006, ISBN 3-598-24212-3, S. 54.
- Brennan, John Wolf. In: Bruno Spoerri: Biografisches Lexikon des Schweizer Jazz. CD-Beilage zu: Bruno Spoerri (Hrsg.): Jazz in der Schweiz. Geschichte und Geschichten. Chronos-Verlag, Zürich 2005, ISBN 3-0340-0739-6.
- John Wolf Brennan. In: Hans Steinbeck, Walter Labhart (Hrsg.): Schweizer Komponisten unserer Zeit. Biographien, Werkverzeichnisse mit Discographie und Bibliographie. Amadeus, Winterthur 1993, ISBN 3-905049-05-8, S. 58–60.

### Aufsätze
- Søren Gundermann: The Taming of the Screw. Das präparierte Klavier des John Cage in der Musik von Hauschka und John Wolf Brennan. Masterarbeit Sommersemester 2014 Universität Potsdam (Christian Thorau und Bringfried Löffler)
- Manfred Papst: Melodien soll man pfeifen können. Der irisch-schweizerische Tausendsassa John Wolf Brennan bringt W.H.Auden’s Zeitalter der Angst als Oper mit Noëmi Nadelmann auf die Bühne. In: NZZ am Sonntag 22. April 2007
- Bettina Kugler: Der Fährmann. Zur Uraufführung der Oper Night.Shift in der Lokremise. Eine Begegnung mit dem irisch-schweizerischen Komponisten John Wolf Brennan. In: St. Galler Tagblatt 28. April 2007
- Thomas Gartmann: Im Trommelfeuer der Stile. Der irisch-schweizerische Musiker John Wolf Brennan aus Weggis hat ein Talent zum Aufnehmen wie zum Weitergeben. In: Turicum 25 (1994) 1, S. 63–66.
- Ulrich Roth: John Wolf Brennan. Irische Re-Flexionen. In: Jazz Podium 44 (1995) 3, S. 16–17.
- Ulrich Roth: John Wolf Brennan. Wenn die Avantgarde zur Nachhut wird. In: Jazz Podium 41 (1992) 5, S. 26–27.
- Michael Scheiner: Spiel mit Texten, Farben und Formen. John Wolf Brennan. In: Jazz Podium 47 (1995) 12, S. 16–17.

### Interviews
- Interview mit Christian Steulet, John Wolf Brennan und Brotherhood of Breath, um 2019
- Interview mit Beat Blaser, Schweizer Radio DRS 2, August 2009.
- Interview mit Paula Edelstein, All About Jazz/Sounds of Timeless Jazz, Juli 2001 (online).
- Interview mit Paula Edelstein, The Jazz Review, Juni 2000 (online).
- Interview mit Luigi Santosuosso, All About Jazz Italia, November 2002 (online).
- Interview mit Michael Scheiner, Jazz Podium, Oktober 1998 (online).
- Interview mit Martin Schuster, Concerto, August 2006 (online).
- Interview mit Roger Spence, The Jazz Review, April/Mai 2007 (online).
- Interview mit Ludwig van Trikt, Cadence Magazine, Februar 2005 (online).
- Interview mit Ajie Wartano, WartaJazz, April 2001 (online).